# Sorterendebroen
Sorterendebroen ist eine Straßenbrücke über den Sorterenden bei Kopenhagen. Sie ist die westliche der beiden Brücken der Kalveboderne-Querung, die aus der Sorterendebro, dem künstlichen aufgeschüttetem Eiland Skrædderholm und der Kalvebodbro besteht. Die Querung wird vom Amagermotorvej, der ‚Amager Autobahn‘, genutzt, die Teil der Europastraße 20 (E 20) ist, und die Stadt südlich umfährt.  
Die ungefähr 150 m lange Brücke besteht aus zwei parallel verlaufenden Balkenbrücken mit vier Feldern, die je drei Fahrspuren und einen Randstreifen tragen. Sie liegen mit etwas Abstand nebeneinander und werden von zentrisch unter dem Brückendeck angeordneten sechseckigen Pfeilern getragen.